# Człopa
Człopa ['ʈ͡ʂwɔpa] (tyska: Schloppe) är en småstad i nordvästra Polen, belägen i distriktet Powiat wałecki i Västpommerns vojvodskap. Tätorten hade 2 342 invånare år 2013 och är centralort i en stads- och landskommun med totalt 5 127 invånare samma år.

## Kommunikationer
Den nationella vägen DK 22 (Kostrzyn nad Odrą – Braniewo) passerar genom Człopa. Järnvägstrafiken genom staden på den tidigare linjen mellan Krzyż Wielkopolski och Wałcz är idag nedlagd.